# 板状伪足
板状伪足（英語：lamellipodium，复数lamellipodia），是细胞边缘负责细胞移动的细胞骨架肌动蛋白。它包含近似二维的肌动蛋白网；整个结构驱动细胞在培养基平面上移动。在板状伪足中，成条状的肌动蛋白被称为微刺突（microspikes） ，当它们伸展超过板状伪足的前沿时，被称为丝状伪足（Filopodia）。板状伪足的形成是由于肌动蛋白在细胞膜中成核 ，并且是肌动蛋白结合或是微丝形成的主要场所。

### 描述
板状伪足多见于那些机动性强的细胞中，比如鱼或者青蛙身上参与伤口愈合的角质细胞（keratinocytes）。这些角质细胞的板状伪足使其可沿上皮表面以10-20 μm/min的速度爬行。如果从细胞的主体中分离，板状伪足仍然可以近乎自由地爬行。
板状伪足是运动细胞前沿的特征。在细胞转移的过程中，它们被认为是拖着细胞前行的马达。板状伪足的尖端是哺乳动物细胞胞吐过程发生的地方，是网格蛋白(clathrin)介导的胞吞循环的一部分。板状伪足的尖端和肌动蛋白聚合共同帮助细胞向前延伸形成一个薄层。所以它在细胞的趋化性运动中起导航作用。这也是一些颗粒或沉淀粘附在细胞运动表面的成帽（Cap formation）的位置。

#### 结构
结构上，微纤丝（ATP结合形式的局部肌动蛋白单体）的倒刺末端面向细胞“寻找”的边缘，而尖端（ADP结合形式的局部肌动蛋白单体）面向后面的薄片。Arp2/3复合物存在于片状伪足的微丝-微丝连接处，有助于形成肌动蛋白网。Arp 2/3 只能连接到先前存在的微丝上，但一旦结合，它就会为新的微丝的延伸创造一个位点，从而产生分支。在肌动蛋白与 Arp2/3 聚合中经常发现的另一种分子是皮层肌动蛋白（cortactin），它似乎将酪氨酸激酶信号传导与板状伪足中的细胞骨架重组及其相关结构联系起来。
Rac和Cdc42是两种Rho家族GTP酶，它们通常存在于胞质中，但在某些条件下也可以在细胞膜中找到。当Cdc42被激活时，它可以与Wiskott-Aldrich综合征蛋白(WASp)家族受体，特别是N-WASp相互作用，然后激活Arp2/3。这会刺激肌动蛋白分支并增加细胞运动性。Rac1诱导皮层肌动蛋白定位于细胞膜，同时与 F-肌动蛋白（丝状）和 Arp2/3 结合。这致使板状伪足结构重组及随后的细胞运动。Rac促进板状伪足，而cdc42促进丝状伪足。
Ena/VASP蛋白存在于片状伪足的前缘，在那里它们促进了板状伪足突出和趋化所必需的肌动蛋白聚合。此外，Ena/VASP 可防止加帽蛋白的作用，从而阻止肌动蛋白聚合。